# Томино дель боскайоло
Томино дель боскайоло (итал. Tomino del Boscaiolo) — итальянский мягкий сыр из региона Пьемонт, разновидность сыра томино.

## Технология производства
Производится из пастеризованного коровьего молока, срок созревания небольшой. Существует безлактозный вариант сыра.

## Характеристика
Производится небольшими порционными кусочками, весом около 80 г, примерно 1,5 см толщиной и 8 см в диаметре. Имеет тонкую съедобную корочку, покрытую белой плесенью. Текстура сыра мягкая, желтоватая, похожая на плавленый сыр. Содержит около 30 % жира, 19 % белков, 1 % соли. Вкус маслянистый, молочный. Послевкусие приятное, сладковатое с нотками молока и сливок.

## Употребление
Обычно потребляют жареным. Термическую обработку осуществляют или в микроволновой печи или на сухой сковороде, очень важно не повредить корочку, чтобы сыр не вытекал, поскольку при жарки он становится полужидким. Иногда сыр заворачивают в прошутто, после чего жарят. Сыр имеет небольшой срок годности, его потребляют в течение 30 суток после изготовления. Хранится в холодильнике при температуре от 0 до +4 °C.